# Cantón de Aspet
El cantón de Aspet era una división administrativa francesa que estaba situada en el departamento de Alto Garona y la región de Mediodía-Pirineos.

## Composición
El cantón estaba formado por veintiuna comunas:
- Arbas
- Arbon
- Arguenos
- Aspet
- Cabanac-Cazaux
- Cazaunous
- Chein-Dessus
- Couret
- Encausse-les-Thermes
- Estadens
- Fougaron
- Ganties
- Herran
- Izaut-de-l'Hôtel
- Juzet-d'Izaut
- Milhas
- Moncaup
- Portet-d'Aspet
- Razecueillé
- Sengouagnet
- Soueich

## Supresión del cantón de Aspet
En aplicación del Decreto n.º 2014-152 de 13 de febrero de 2014, el cantón de Aspet fue suprimido el 22 de marzo de 2015 y sus 21 comunas pasaron a formar parte del nuevo cantón de Bargères-de-Luchon.